# 勒内·舍菲施
勒内·舍菲施（德語：René Schöfisch，1962年2月3日—），德国男子速度滑冰运动员。他曾代表东德参加1984年冬季奥林匹克运动会速度滑冰比赛，获得男子5000米和10000米铜牌。